# Mariano Jamardo

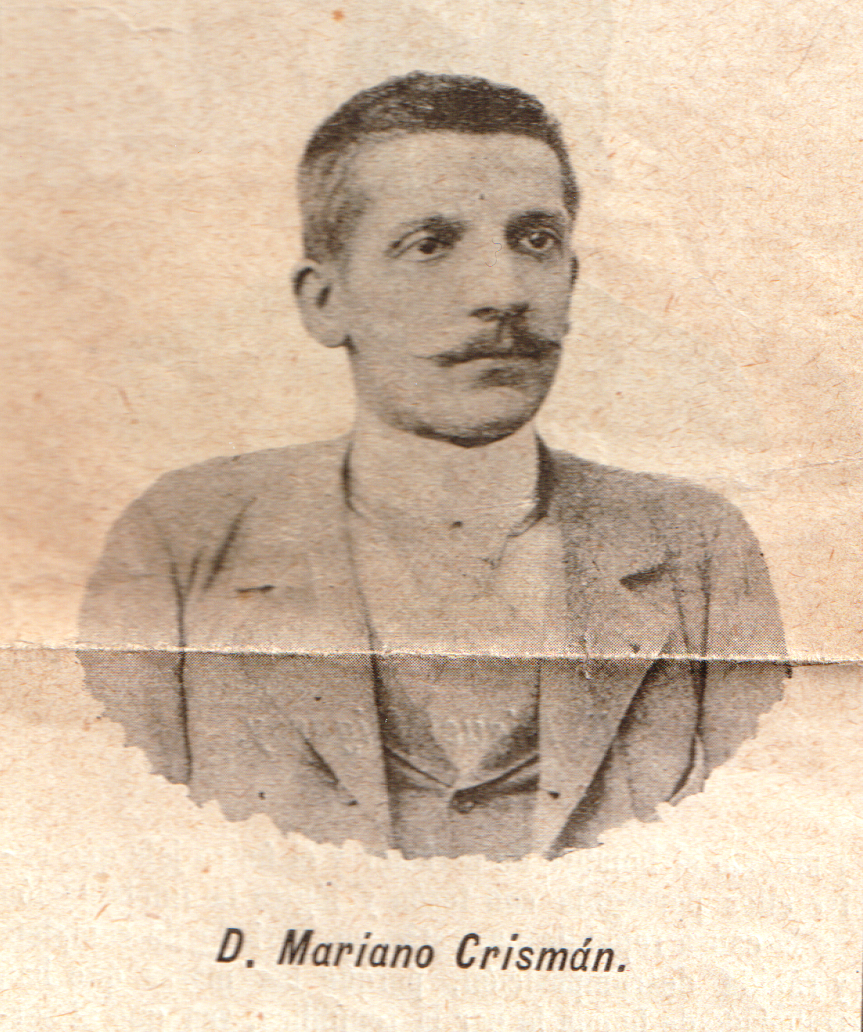
Mariano Jamardo Crismán.

Mariano Jamardo Kristman (Rois, 1865 - Madrid, 16 de enero de 1897) fue un periodista español.

## Biografía
Cursó la carrera eclesiástica en el Seminario de Santiago de Compostela. Al terminar sus estudios de Teología fue a Madrid, donde ganó un puesto de capellán de la Armada que no llegó a ocupar por no haberse ordenado finalmente sacerdote. De ideología carlista, publicó en Santiago de Compostela el primer número de El Pensamiento Gallego el 2 de enero de 1887, cediendo a los pocos días la dirección a Juan Vázquez de Mella. De acuerdo con el testimonio de Jesús Fernández Suárez, se debió al empeño de Jamardo que El Pensamiento Gallego saliera adelante, especialmente a raíz de la separación de los integristas del carlismo en 1888.
Entre 1890 y 1893 fue director de la nueva cabecera del periódico carlista santiagués, El Pensamiento Galaico, en sustitución de Vázquez de Mella. En Santiago también mantuvo junto con Mella y Jesús Fernández Suárez instituciones como el Ateneo de León XIII y otros periódicos como El Libredón y la revista Galicia Católica.
En 1893 Mella lo llamó para formar parte de la redacción en Madrid de El Correo Español, a la que se incorporó al año siguiente.  En la capital de España sería corresponsal de El Pensamiento Gallego hasta su muerte. Fue secretario del marqués de Cerralbo y vicepresidente de la Juventud carlista de Madrid.